# Pump.io
Pump.io("ポンプアイオー"と発音)とは「本当に人々がソーシャルネットワークに期待していることのほとんどができる」と称する汎用Activity Streamsエンジンであり、連合型ソーシャルネットワークプロトコルの実装の一つである。StatusNetの後を追ってEvan Prodromouによって開発が始められ、2013年には最大のStatusNetサービスであったidenti.caのバックエンドを置き換えるに至った。Twitterに似た機能の提供を志向するStatusNetに対し、Pump.ioはより汎用的なSNSとしての機能を提供し、他のウェブサービスとの相互連携に注力する作りになっている。

## 技術
先行しているStatusNetに対しより軽量かつ効率的であることを目指して設計されており、 Node.jsで動作する。データ転送や操作にはシンプルなRESTの受信APIであるActivity Streamsを用いている。
Pump.ioの動作環境は以下のようなものである:
- node.js
- npm
- データベース(通常はMongoDBやRedisのようなNoSQL データベースなどを使用するが、データバンクと呼ばれる抽象化レイヤーを用いて他の方法を用いることもできる。 )
- GraphicsMagick "gm"コマンド

Pump.ioはRaspberry PiやBeagleBone Blackのような低性能のハードウェアでも快適に動作する。Web UIの他にもクライアントAPIを用意している。

## 連合
分散型SNSの一つであるPump.ioにおいては、ユーザーは所属するサーバーだけでなく他のサーバーのユーザーとフォローを交わすことができる。

## 制限および課題
2017年現在でもPump.ioではグループ、ハッシュタグ や人気投稿のリストページなどのStatusNet(現GNUSocial)の幾つかの機能が未実装のままである。

## 標準化
2014年に立ち上げられたW3C Federated Social Web Working Groupは、OStatusプロトコルの後継としてpump.ioのプロトコルを基にActivityPubプロトコルの策定を開始した。2017年8月現在、勧告候補の状態である。